# Veronica schizantha
Veronica schizantha är en grobladsväxtart som först beskrevs av Charles Vancouver Piper, och fick sitt nu gällande namn av M.M.Mart.Ort. och Albach. Veronica schizantha ingår i släktet veronikor, och familjen grobladsväxter. Inga underarter finns listade i Catalogue of Life.